# Signy-Signets
Signy-Signets település Franciaországban, Seine-et-Marne megyében. Lakosainak száma 620 fő (2022. január 1.). Signy-Signets Jouarre, Pierre-Levée, Saint-Jean-les-Deux-Jumeaux és Sammeron községekkel határos.

## Népesség
A település népessége az elmúlt években az alábbi módon változott:
| Lakosok száma | 607  | 596  | 584  | 584  | 582  | 584  | 602  | 620  |
|               | 2013 | 2015 | 2017 | 2018 | 2019 | 2020 | 2021 | 2022 |